# Endophragmiella pulchra
Endophragmiella pulchra är en svampart som först beskrevs av B. Sutton & Hodges, och fick sitt nu gällande namn av P.M. Kirk 1982. Endophragmiella pulchra ingår i släktet Endophragmiella och familjen Helminthosphaeriaceae.   Inga underarter finns listade i Catalogue of Life.